# John Beaumont
John Erlick Beaumont Pérez (Puerto Cortés, Cortés, 18 de diciembre de 1986) es un futbolista hondureño. Juega de delantero y su equipo actual es el Club Deportivo Platense, de la Liga Nacional de Honduras.

## Trayectoria
Se inició en Platense Junior donde hizo todas las formativas. En el año 2009 fue ascendido al primer equipo donde debutó en 2010. En 2011 fue cedido al Hispano FC donde su paso fue fugaz. Luego en 2012 fue cedido a préstamo al Deportes Savio donde anotó un gol en seis partidos. Previo al inicio del Torneo Clausura 2013 (Honduras) regresó al Club Deportivo Platense donde juega en la actualidad.

## Clubes
| Club                        | País     | Año             |
| --------------------------- | -------- | --------------- |
| Platense                    | Honduras | 2009 - 2010     |
| Hispano Fútbol Club         | Honduras | 2011            |
| Platense                    | Honduras | 2011 - 2012     |
| Deportes Savio (a préstamo) | Honduras | 2012            |
| Platense                    | Honduras | 2013 - Presente |